# 10 Близнецов
10 Близнецов (лат. 10 Geminorum, HD 43740) — одиночная звезда в созвездии Близнецов на расстоянии приблизительно 1087 световых лет (около 333 парсеков) от Солнца. Видимая звёздная величина звезды — +6,55m.

## Характеристики
10 Близнецов — жёлтая звезда спектрального класса G5. Радиус — около 15,06 солнечных, светимость — около 174,66 солнечных. Эффективная температура — около 5195 К.